# Wewa

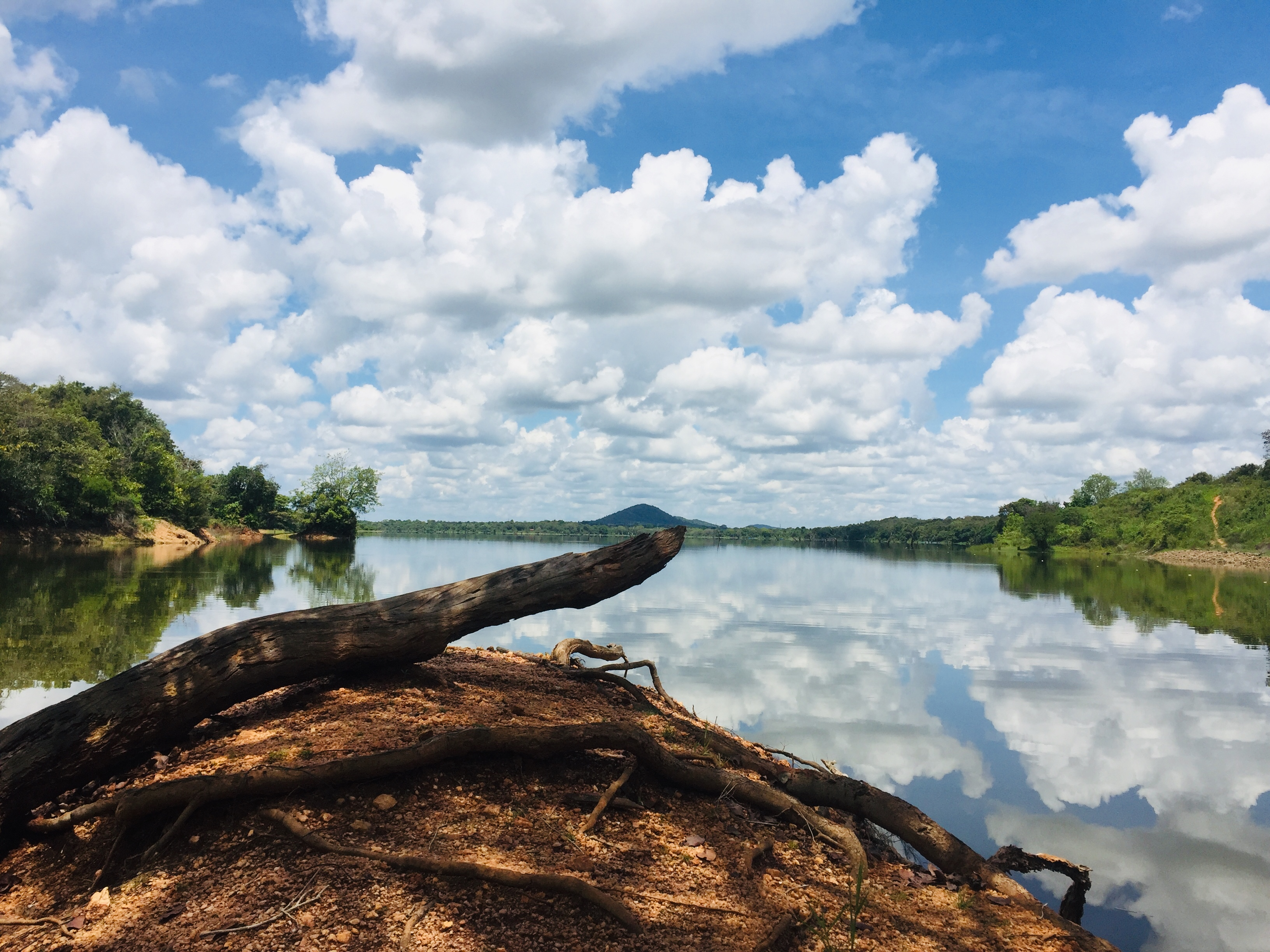
Künstlicher See (wewa) im Norden Sri Lankas

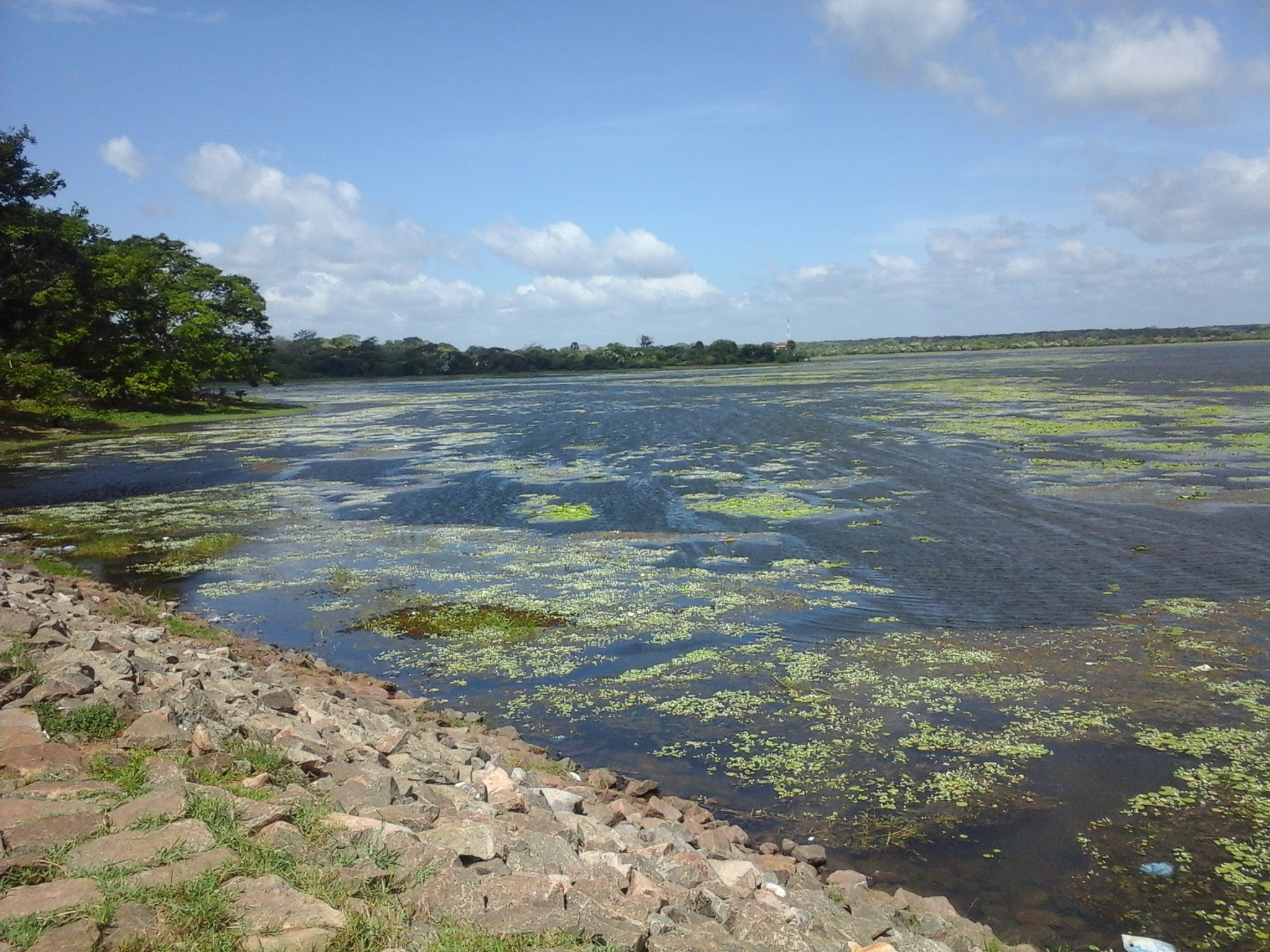
Abaya Wewa mit Staumauer

Ein Wewa (singhalesisch වැව, englisch tank) ist ein künstlich angelegter, im Vergleich zu neuzeitlichen Bauten dieser Art vergleichsweise flacher Stausee auf der südasiatischen Tropeninsel Sri Lanka. Es gibt weit über 100 über die gesamte Insel verteilte Seen dieser Art.

## Klimatischer Hintergrund
Die durchschnittliche jährliche Niederschlagsmenge auf Sri Lanka ist mit 1200–1500 mm/Jahr zwar mehr als ausreichend, doch fällt der größte Teil des jährlichen Regens in den Monsunmonaten Oktober bis Dezember; Frühjahr und Sommer sind hingegen eher trocken. Andere Wachstumsindikatoren wie Sonnenstunden, Temperatur oder Bodenfruchtbarkeit sind jedoch so gut, dass eine künstliche Bewässerung der Felder sinnvoll erschien und – bei stetig wachsender Bevölkerungszahl – auch notwendig wurde. Das gespeicherte Wasser wurde meist über Kanäle zu den Feldern geleitet.

## Geschichte
Die ältesten Wewas werden ins 5. Jahrhundert v. Chr. datiert; kleinere Vorgängerbauten dürften jedoch schon früher existiert haben. Bei Verlagerungen der Hauptstadt (z. B. nach Polonnaruwa im 10. Jahrhundert) wurden neue Stauseen gebaut; die älteren verfielen oft und wurden erst im 19. Jahrhundert im Auftrag der Briten instand gesetzt. Einer der größten Wewas ist der im 5. Jahrhundert im Auftrag des Königs Dhatusena nahe der alten Hauptstadt Anuradhapura angelegte Kala Wewa, dessen Staumauer nur ca. 7 m hoch ist, der aber bei vollem Wasserstand eine Oberfläche von ca. 18 km² und ein maximales Fassungsvermögen von ca. 123 Millionen Kubikmetern erreichen kann.

## Funktion
Neben ihrer Funktion als Wasserspeicher für die Landwirtschaft dienten Wewas auch zur Trinkwasserversorgung. Heute sind sie von Fischen bevölkert und werden von Wasservögeln aller Art besucht. Eine Rolle für den Tourismus spielen sie jedoch kaum.

## Bedeutende Wewas
- Basawakkulama Wewa oder Abaya Wewa, 5. Jh. v. Chr.[2]
- Yoda Wewa, 3. Jh. v. Chr.[3]
- Tissa Wewa, ca. 250 v. Chr.[4]
- Nuwara Wewa, 1. Jh. v. Chr.[5]
- Kala Wewa, 4. Jh. n. Chr.[6]